# Чхве Сівон
Чхве Сівон (кор. 최시원) — південнокорейський актор, співак та модель. Сівон один з учасників популярного гурту Super Junior.

## Біографія
Чхве Сівон народився 10 лютого 1987 року в столиці Республіки Корея місті Сеул. Він походить з заможної родини, його батько колишній головний виконавчий директор однієї з великих корейських компаній. У 2002 році він випадково отримав запрошення пройти кастинг від агентів з пошуку талантів коли просто чекав своїх друзів на вулиці. Незабаром він підписав контракт з агентством SM Entertainment, і розпочав тренування з вокалу та вивченню акторського мистецтва в межах підготовки до свого дебюту. Вже у 2004 році він зіграв епізодичну роль в сімейній драмі «Дорогоцінна родина», у наступні два роки він зіграв ще дві невеликі ролі в серіалах. Невдовзі після появи Сівона на телебаченні, його агентство оголосило що він стане одним з 12 учасників нового хлопчачого гурту під назвою Super Junior, в складі якого він офіційно дебютував у листопаді 2005 року.
Крім виступів в складі гурту, він не полишив акторської кар'єри. У 2006 році Сівон зіграв помітну роль в епічному китайському фільмі «Битва розумів», яка стала його першою роллю на великому екрані. У наступному році, разом з колегами по гурту він знявся в комедійному фільмі «Напад хлопців з плакату», після чого зосередився на музичній кар'єрі. На телеекрани він повернувся у 2010 році зігравши головну роль в романтичній комедії «О! Моя леді», у тому ж році він знявся в великобюджетному шпигунському серіалі «Афіна: Богиня війни» що є спін-офом популярного серіалу «Айріс». У 2011 році Сівон зіграв головну роль в гостросюжетному серіалі «Посейдон», та в першій в своїй кар'єрі тайванській драмі. У 2015 році Чхве знявся в декількох китайських фільмах, серед яких історичний бойовик «Меч Дракона» з Джекі Чаном. Повернувшись на батьківщину він зіграв головну роль в романтичній комедії «Вона була гарненька», до якої також записав саундтрек який зайняв перші місця корейських хіт-парадів. Його акторська гра в цьому серіалі сподобалася як глядачам так і критикам, та посприяла підвищенню його популярності як актора.
У листопаді 2015 року Сівон розпочав проходження обов'язкової військової служби, демобілізувався актор 18 серпня 2017 року. Службу він проходив в якості поліцейського зі зв'язків із громадськістю в Сеульському поліцейському управлінні. Вже восени 2017 року він повернувся на телеекрани з головною роллю в романтичній комедії «Революційна любов». Навесні 2019 року Сівон знімався в кримінально-комедійному серіалі «Мої співгромадяни!», в якому зіграв шахрая який випадково стає кандидатом в члени національної асамблеї та неочікувано перемагає на виборах і вирішує стати добропорядним громадянином..

### Благодійна діяльність
Починаючи з 2010 року Чхве Сівон постійно бере участь в заходах що проводить південнокорейське відділення ЮНІСЕФ, у 2015 році він навіть був призначений спец-представником корейського відділення організації. У серпні 2017 року актор брав участь в якості волонтера в заходах ЮНІСЕФ які проходили у В'єтнамі.

## Фільмографія

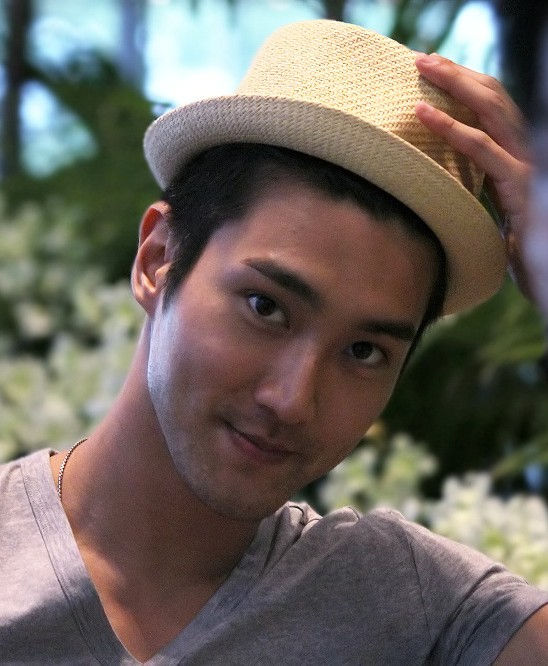
Сівон у травні 2013 року

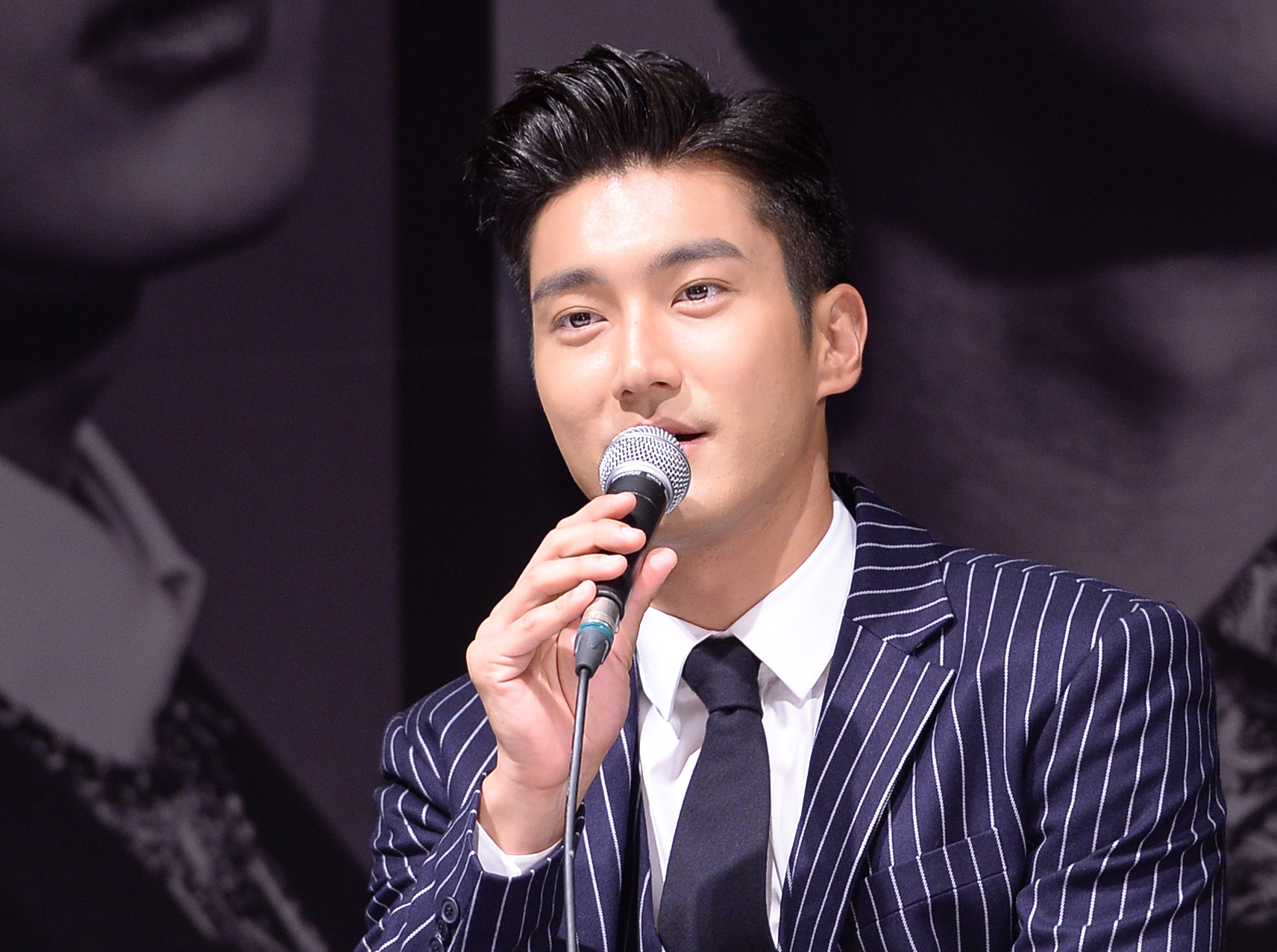
Сівон 2015 року

### Телевізійні серіали
| Рік  | Назва                                     | Роль                    | Мережа       |
| ---- | ----------------------------------------- | ----------------------- | ------------ |
| 2004 | «Дорогоцінна родина»                      | епізодична роль         | KBS2         |
| 2005 | «Вісімнадцять, двадцять дев'ять»          | молодий Кан Бон Ман     | KBS2         |
| 2006 | «Весняний вальс»                          | Пак Сан У               | KBS2         |
| 2007 | «Легенди Хян Дан»                         | Лі Мон Рьон             | MBC          |
| 2009 | «Етап молодості» (китайський серіал)      | Ші Ян (камео)           | CCTV2        |
| 2010 | «О! Моя леді»                             | Сон Мін У               | SBS          |
| 2010 | «Афіна: Богиня війни»                     | Кім Чон Хо              | SBS          |
| 2011 | «Посейдон»                                | Кім Сон У               | KBS2         |
| 2011 | «Відстукувати ритм!» (тайванський серіал) | Дон Хі Лянь             | Formosa, GTV |
| 2012 | «Король драм»                             | Кан Хьон Мін            | SBS          |
| 2015 | «Знов закохатися в тебе»                  | Сон Чен Ї               | Hunan TV     |
| 2015 | «Людина в масці»                          | злодій (камео, 1 серія) | KBS2         |
| 2015 | «Вона була гарненька»                     | Кім Сін Хьок            | MBC          |
| 2016 | «Драматичний світ»                        | камео                   | Viki         |
| 2017 | «Революційна любов»                       | Бьон Хьок               | tvN          |
| 2019 | «Мої співгромадяни!»                      | Ян Чон Гук              | KBS2         |

### Фільми
| Рік  | Назва                                         | Роль               |
| ---- | --------------------------------------------- | ------------------ |
| 2006 | «Битва розумів» (гонконзько-китайський фільм) | принц Лян Ши       |
| 2007 | «Напад хлопців з плакату»                     | староста студентів |
| 2012 | «Я»                                           | сам себе           |
| 2015 | «Меч Дракона» (китайський фільм)              | Їнпо               |
| 2015 | «Геліос» (гонконзько-китайський фільм)        | Пак У Чхоль        |
| 2015 | «Прийти першим» (гонконзько-китайський фільм) | Жен Чі Вон         |

## Нагороди
| Рік  | Нагорода                          | Категорія                                    | Робота                | Результат | Прим.  |
| ---- | --------------------------------- | -------------------------------------------- | --------------------- | --------- | ------ |
| 2010 | 18-та Премія SBS драма            | Нова зірка                                   | «О! Моя леді»         | Перемога  | [ 18 ] |
| 2010 | 4-та Премія Men's Health Cool Guy | Краща обкладинка журналу                     | Н/Д                   | Перемога  |        |
| 2012 | Премія вибір Mnet 20's            | 20-ка соціальних артистів                    | Н/Д                   | Номінація | [ 19 ] |
| 2015 | Премія MBC драма                  | Нагорода за майстерність (актор мінісеріалу) | «Вона була гарненька» | Номінація |        |
| 2015 | Премія MBC драма                  | Нагорода за популярність (актор)             | «Вона була гарненька» | Номінація |        |